# Tangara à flancs bruns
Thlypopsis pectoralis
Espèce
Statut de conservation UICN

 LC  : Préoccupation mineure
Le Tangara à flancs bruns (Thlypopsis pectoralis) est une espèce de passereaux appartenant à la famille des Thraupidae.